# Parti socialiste autonome du Jura Sud
Pour les articles homonymes, voir Parti socialiste autonome.
Le Parti socialiste autonome du Jura Sud (PSA-SJ), connu dans les médias par le sigle PSA, est une organisation politique favorable à la fusion du Jura bernois avec le canton du Jura. Il constitue une fédération du Parti socialiste jurassien (parti cantonal jurassien du Parti socialiste suisse). Il mène une existence séparée du Parti socialiste du Jura bernois (PSJB, section officielle du Parti socialiste du canton de Berne, parti cantonal bernois du Parti socialiste suisse), partisan du maintien du Jura bernois dans le canton de Berne.

## Historique
Aux élections cantonales du 9 avril 2006, le PSA a obtenu avec 23,6 % des voix (30,5 % dans le district de Moutier) trois élus (Maxime Zuber, Jean-Pierre Aellen et Irma Hirschi) sur les 12 réservés au cercle électoral du Jura bernois au sein du Grand Conseil du canton de Berne, qui compte 160 sièges. Aux élections cantonales de mars 2014, il conserve trois élus, Peter Gasser remplaçant Jean-Pierre Aellen. 
Le PSA obtint un siège au Conseil national sur la liste de l'Entente jurassienne lors des Élections fédérales suisses de 1979 avec Jean-Claude Crevoisier, siège qu'il perdit dès 1983.
Le Parti socialiste autonome est par ailleurs la première force politique de la ville de Moutier, avec trois membres de l'exécutif (sur neuf, y compris le maire) et dix élus au législatif (sur 40).
À la suite de l'éviction des membres jugés « trop séparatistes » par le PS bernois lors des années de braise de la Question jurassienne, une nouvelle section jurassienne et socialiste du PS sur territoire bernois avait été fondée dans les années 1970. Après l'entrée en souveraineté du canton du Jura en 1979, celle-ci est devenue le Parti socialiste jurassien. Le PSA est ainsi toujours une fédération du PSJ et non du PS bernois.

## Personnalités du parti
Maxime Zuber est maire de Moutier de 1995 à 2016. Jean-Pierre Aellen, ancien maire de Tavannes, est quant à lui membre du Conseil du Jura bernois. Valentin Zuber est le président du parti depuis le 24 avril 2015, à la suite de David Sauvain. 

## Ensemble Socialiste
Lors des élections bernoises de 2022, après le vote sur Moutier, le PSA se présente sous ce nom uniquement à Moutier. En revanche, dans le reste du Jura bernois, le parti se présente sous le nom d'Ensemble Socialiste.

## PS Grand Chasseral
Le 3 mai 2024, Plateforme.Socialiste, parti local tavannois indépendant du Parti socialiste du Jura bernois (PSJB) et du Parti socialiste autonome du Jura Sud (PSA), le Parti Socialiste du Jura Bernois et Ensemble Socialiste fusionnent tous les trois dans une nouvelle structure dénommée PS Grand Chasseral, mettant fin à une division des forces socialistes entre pro-jurassiens et pro-bernois vieille de 50 ans, provoquée alors par la Question jurassienne. La nouvelle fédération devient membre du PS Bernois le jour suivant.